# Zapasy klasyfikacyjne II klasy (1913)
Zapasy kwalifikacyjne II klasy w 1913 – rozgrywki piłkarskie.
Organizowane przez Związek Polski Piłki Nożnej rozgrywki w piłkę nożną. Drugi poziom rozgrywek ogólnokrajowych w Galicji.

## II klasa – Kraków
Krakowska druga klasa od nazwy fundatora nagrody głównej nosiła nazwę zapasy klasyfikacyjne klubów II klasy o wędrowną nagrodę KS Cracovia.

### Mecze
```
Sparta Kraków           x 1-1 0-0 3-1 7-0
Cracovia II             x  x  0-0 8-2 4-0
Polonia Kraków          x  x   x  5-1 1-1
Makkabi Kraków          x  x   x   x  3-2
Jutrzenka Kraków        x  x   x   x   x
```

Mecze grano od 8 września do 26 października 1913.

### Tabela
| M | Drużyna          | Mecze | Pkt | Bramki |
| 1 | Sparta Kraków    | 4     | 6   | 11-2   |
| 2 | Cracovia II      | 4     | 6   | 13-3   |
| 3 | Polonia Kraków   | 4     | 5   | 6-2    |
| 4 | Makkabi Kraków   | 4     | 2   | 7-18   |
| 5 | Jutrzenka Kraków | 4     | 1   | 3-15   |

pierwsza była Sparta Kraków, a nie Cracovia II, bo i kolejności decydowała nie różnica bramek (+10 Cracovia II, +9 Sparta), a iloraz bramek (5,5 Sparta, 4,33 Cracovia II)

## II klasa – Lwów
Fundatorem nagrody wędrownej była Pogoń Lwów.

### Mecze
```
Pogoń II Lwów           x 2-0 0-0 5-0 6-1
Sparta Lwów             x  x   ?   ?   ?
Czarni II Lwów          x  x   x   ?   ?
Ukraina Lwów            x  x   x   x   ?
Amatorzy Lwów           x  x   x   x   x
```

### Tabela
| M | Drużyna        | Mecze | Pkt | Bramki |
| 1 | Pogoń II Lwów  | 4     | 7   | 13-1   |
| 2 | Sparta Lwów    | 4     | 6   |        |
| 3 | Czarni II Lwów | 4     | 5   |        |
| 4 | Ukraina Lwów   | 4     | 2   |        |
| 5 | Amatorzy Lwów  | 4     | 0   |        |